# Liste der Asteroiden, die vor Erdkollision entdeckt wurden
| Nr. | Bezeichnung | Entdecker/Observatorium                         | Entdeckung            | Erdkollision             | Vorwarnzeit             | Eintrittsort                                       | Größe/Masse             | Meteorite                                  |
| --- | ----------- | ----------------------------------------------- | --------------------- | ------------------------ | ----------------------- | -------------------------------------------------- | ----------------------- | ------------------------------------------ |
| 1   | 2008 TC3    | Richard A. Kowalski; Catalina Sky Survey        | 06.10.2008 8:39 MESZ  | 07.10.2008 4:45:40 MESZ  | ~ 20 Stunden            | Nubische Wüste (20° 48′ N, 32° 12′ O)              | ~ 4,1 m; ~ 80 to        | Almahata Sitta                             |
| 2   | 2014 AA     | Richard A. Kowalski; Catalina Sky Survey        | 01.01.2014 8:18 MEZ   | 02.01.2014 5:02 MEZ      | ~ 21 Stunden 15 Minuten | Atlantischer Ozean (11° 7′ N, 40° 53′ W)           | ~ 2–3 m                 | keine Funde                                |
| 3   | 2018 LA     | Mount Lemmon Survey                             | 02.06.2018 10:22 MESZ | 02.06.2018 18:44 MESZ    | ~ 8 Stunden 10 Minuten  | Botswana                                           | ~ 2,6–3,8 m; ~ 25–35 to | Motopi Pan                                 |
| 4   | 2019 MO     | Messstation Mauna Loa a                         | 22.06.2019 09:24 MESZ | 22.06.2019 23:25 MESZ    | ~ 14 Stunden            | Karibisches Meer, etwa 380 km südlich von San Juan | < 4 m                   | keine Funde, Meteorite auf dem Wetterradar |
| 5   | 2022 EB5    | Krisztián Sárneczky; Piszkéstető-Observatorium  | 11.03.2022 20:24 MEZ  | 11.03.2022 22:22 MEZ     | ~ 2 Stunden             | Südwestlich Jan Mayen                              | ~ 2 m                   | keine Funde                                |
| 6   | 2022 WJ1    | David Rankin; Mount-Lemmon-Observatorium        | 19.11.2022 5:53 MEZ   | 19.11.2022 9:27 MEZ      | ~ 3 Stunden 30 Minuten  | Nördlich Golden Horseshoe                          | ~ 1 m                   | keine Funde, Meteorite auf dem Wetterradar |
| 7   | 2023 CX1    | Krisztián Sárneczky; Piszkéstető-Observatorium  | 12.02.2023 21:18 MEZ  | 13.02.2023 3:59 MEZ      | ~ 6 Stunden 40 Minuten  | Ärmelkanal an der Küste der Normandie              | ~ 1 m                   | Saint-Pierre-le-Viger                      |
| 8   | 2024 BX1    | Krisztián Sárneczky; Piszkéstető-Observatorium  | 20.01.2024 22:48 MEZ  | 21.01.2024 1:32:38 MEZ   | ~ 2 Stunden 45 Minuten  | Havelland (52° 35′ 22″ N, 12° 22′ 48″ O)           | ~ 0,5 m; ~ 140 kg       | Ribbeck                                    |
| 9   | 2024 RW1    | Jacqueline Fazekas; Mount Lemmon Survey         | 04.09.2024 10:00 MESZ | 04.09.2024 18:40 MESZ    | ~ 9 Stunden             | Philippinen                                        | ~ 1 m                   | keine Funde                                |
| 10  | 2024 UQ     | Henry Weiland; Kitt Peak National Observatory a | 22.10.2024 11:08 MESZ | 22.10.2024 12:54:48 MESZ | ~ 1 Stunde 45 Minuten   | Pazifik (30° 0′ N, 136° 0′ W)                      | ~ 1 m                   | keine Funde                                |
| 11  | 2024 XA1    | Kitt-Peak-Nationalobservatorium                 | 03.12.2024 06:55 MESZ | 03.12.2024 17:14:52 MESZ | ~ 10 Stunden 15 Minuten | Sibirien (60° 0′ N, 118° 0′ O)                     | 0,7 m                   | unbekannt                                  |